# Trichoplusia commidendri
Trichoplusia commidendri là một loài bướm đêm trong họ Noctuidae.